# Mats Englund
Mats "Mackan" David Englund, född 17 maj 1953, är en basist verksam i Sverige. 
Han började sin karriär med att i mitten 1970-talet spela i första upplagan av Dan Hylanders (sedermera också Py Bäckmans) Raj Montana Band. Några år efter "RMB" så deltog han på Mikael Wiehes album "Sjömansvisor" där han spelar på den svenska klassikern "Titanic (andraklasspassagerarens sista sång)" och "Sakta lägger båten ut ifrån land". 
"Mackan" fortsatte med att spela med Eva Dahlgren under nästan hela 1980-talet. Under sin karriär har han spelat med flera kända svenska artister, studio som live, så som; 
- Mats Ronander
- Tomas Ledin
- Sanne Salomonsen
- Björn Afzelius
- Kikki Danielsson
- Hansson de Wolfe United
- Anders Glenmark
- Raj Montana Band
- Dan Hylander
- Björn Skifs
- Lasse Berghagen
- Lill-Babs
- Peter Lundblad
- Kal P Dal

Han var också basist för de stockholmsrelaterade banden under ANC-galan i Göteborg 1985.
Under 1990-talet var Mats Englund medverkande som orkester-basist i både revy med Povel Ramel som shower och musikaler så som Lovers & covers på Börsen/Sthlm 1992, Guys and dolls på Oscarsteatern/Sthlm 1998. Han har spelat han med i en del av Björn Ulvaeus och Benny Anderssons produktioner så som; "Kristina från Duvemåla" 1998, "Chess på svenska" 2002 och "Mamma Mia!" 2005.

## Videosessioner från olika delar av Mackans karriär
- 1985 Mats Ronander - En hederlig man - Live från Anc-galan
- 1985 Sanne Salomonsen - Out of darkness - Live från Anc-galan
- 1985 Tomas Ledin - Don't touch that dial - Live från Anc-galan
- 1987 Björn Afzelius - Ikaros - Live från Momarkedet/Norge
- 2005-2007 Mamma Mia! - Videoklipp från introlåten till föreställningen från 9-mannabandet i orkesterdiket

## Diskografi (ett urval av album där Mackan Englund medverkat)
- 1978 Raj Montana Band – Raj montana band
- 1978 Mikael Wiehe – Sjömansvisor
- 1980 Py Bäckman - Hard wind blows
- 1980 Kal P Dal - Svarta fåret
- 1981 Eva Dahlgren – För väntan
- 1982 Eva Dahlgren – Tvillingsjäl
- 1983 Kikki Danielsson – Singles Bar[1]
- 1984 Eva Dahlgren – Ett fönster mot gatan
- 1985 Mats Ronander - Tokig
- 1985 Björn Skifs - Vild honung
- 1985 ANC - galan (Mats Ronander/Mikael Rickfors/Eva Dahlgren/Tomas Ledin, medverkar dessutom på de special skrivna låtarna ”Soweto” och ”Berg är till för att flyttas”)
- 1987 Eva Dahlgren - Ung och stolt
- 1987 Mats Ronander - Reality
- 1988 Mikael Wiehe – Basin Street Blues
- 1989 Mikael Wiehe – 1989[2]
- 1989 Björn Afzelius - Tusen bitar (singel)
- 1991 Mikael Wiehe – Allt är förändrat[3]
- 1997 Peter Lundblad - Allt betyder allt
- 1997 Lasse Berghagen – Inte bara drömmar[4]
- 1999 Björn Afzelius - Elsinore[5]
- 2002 Chess på svenska (musikalsoundtrack)
- 2004 Mikael Wiehe – Kärlek % politik[6]
- 2005 Lill-babs – Här är jag[7]

### Fotnoter
1. ↑  ”Svensk mediedatabas”. http://smdb.kb.se/catalog/id/001886156. Läst 17 juli 2011.
2. ↑  ”Svensk mediedatabas”. http://smdb.kb.se/catalog/id/001480516. Läst 17 juli 2011.
3. ↑  ”Svensk mediedatabas”. http://smdb.kb.se/catalog/id/001476992. Läst 17 juli 2011.
4. ↑  ”Svensk mediedatabas”. http://smdb.kb.se/catalog/id/001514118. Läst 17 juli 2011.
5. ↑  ”Svensk mediedatabas”. http://smdb.kb.se/catalog/id/001519023. Läst 17 juli 2011.
6. ↑  ”Svensk mediedatabas”. http://smdb.kb.se/catalog/id/001431135. Läst 17 juli 2011.
7. ↑  ”Svensk mediedatabas”. http://smdb.kb.se/catalog/id/002015783. Läst 17 juli 2011.